# Mirador del Estrecho

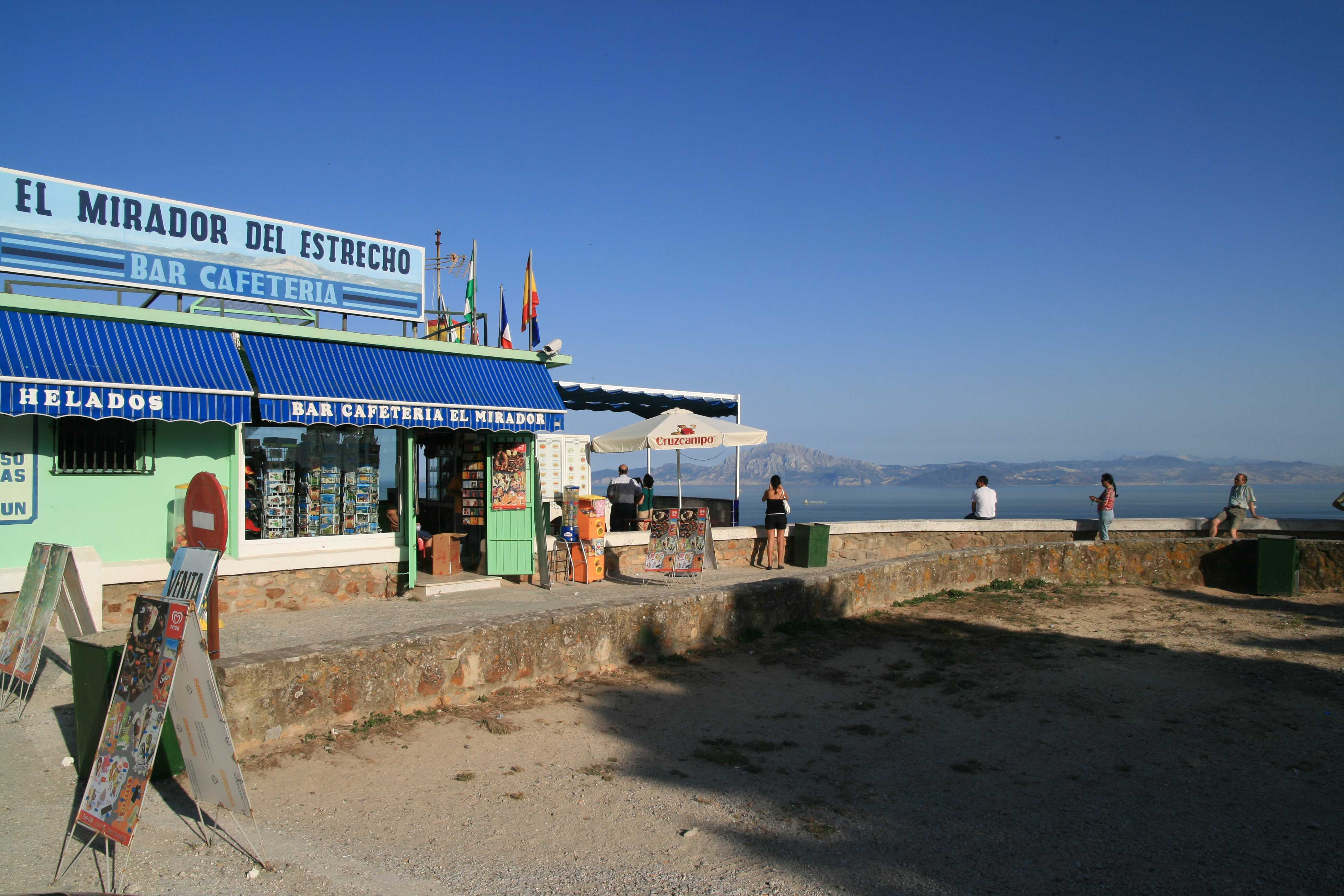
La tienda con la terraza, al fondo el monte Abyla.

El mirador del Estrecho es un mirador sobre el estrecho de Gibraltar a unos 300 m de altitud, situado en la provincia de Cádiz, España, a unos 6 kilómetros al nordeste de Tarifa, en la carretera N-340.
El mirador ofrece unas excepcionales vistas sobre el estrecho de Gibraltar y la costa africana al otro lado. Junto al mirador hay un aparcamiento, una cafetería y algunos prismáticos de monedas. La distancia entre el continente europeo y el africano en este punto es de sólo unos 15 kilómetros. En días claros, se divisa con claridad desde Ceuta (al este, a la izquierda según se mira) hasta Tánger (al oeste, a la derecha).

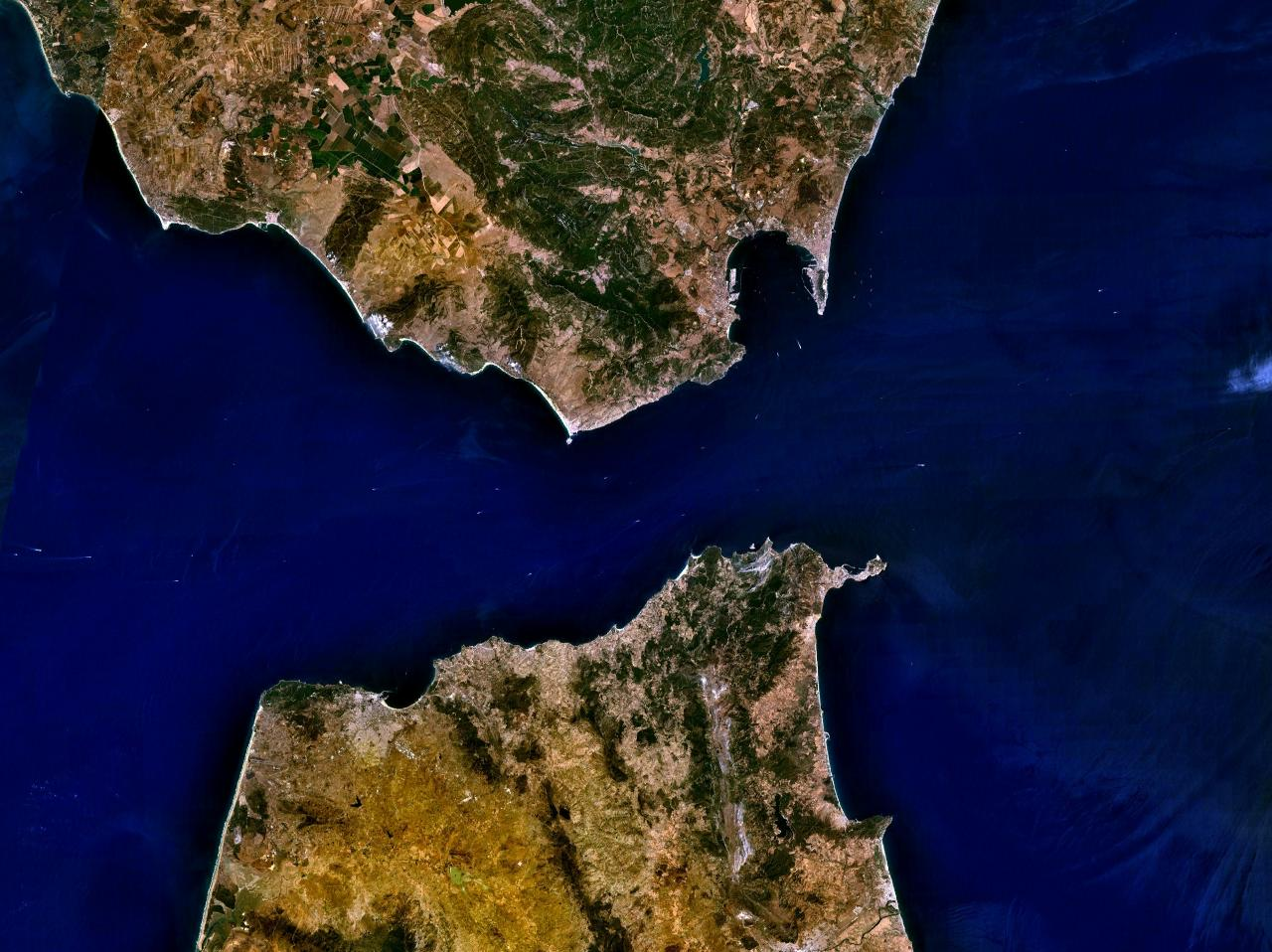
Imagen de satélite

- Datos: Q1696136
- Multimedia: Mirador del Estrecho, Tarifa / Q1696136